# Anomis serrata
Anomis serrata är en fjärilsart som beskrevs av Barnes och Mcdunnough 1913. Anomis serrata ingår i släktet Anomis och familjen nattflyn. Inga underarter finns listade i Catalogue of Life.